# Сапеску Вадим Георгійович
Вади́м Гео́ргійович Сапе́ску (22 квітня 1984 — 2 березня 2018) — молодший сержант Збройних сил України, учасник російсько-української війни.

## Життєпис
Народився 1984 року в селі Чорна (тоді Красноокнянський район, Одеська область); етнічний румун. Виріс у багатодітній родині, навчався у школі села Чорна; з малих років захоплювався боксом. Одразу по закінченні школи почав працювати — скотарем у товаристві «Агрофірма», у рибгоспі «Нітріус» — спочатку рибоводом, потім водієм. Мешканець міста Южне; займався будівництвом фасадів, зі своєю бригадою їздив по Україні. У березні 2015 року оселився із сім'єю в селі Середнє (тоді Лиманський район, Донецька область); 30 січня 2016-го повернулися до Южного.
12 лютого 2016 року вступив на військову службу за контрактом; служив командиром відділення взводу спецпідготовки «Марусині ведмеді» у 199-му НЦ ВДВ, наприкінці весни 2016-го вирушив на фронт — в район Горлівки. 2017 року зазнав контузію, після лікування повернувся на фронт. Молодший сержант, командир відділення 1-го взводу 3-ї роти 1-го десантно-штурмового батальйону 95-ї бригади. Контракт закінчився 12 лютого 2018-го, але Вадим залишався на передовій.
2 березня 2018 року загинув від кулі ворожого снайпера під час виконання бойового завдання поблизу міста Авдіївка.
6 березня 2018-го похований в селі Чорна.
Без Вадима лишилися мама (батько помер), дві сестри, брат, дружина та син 2015 р.н.

## Нагороди та вшанування

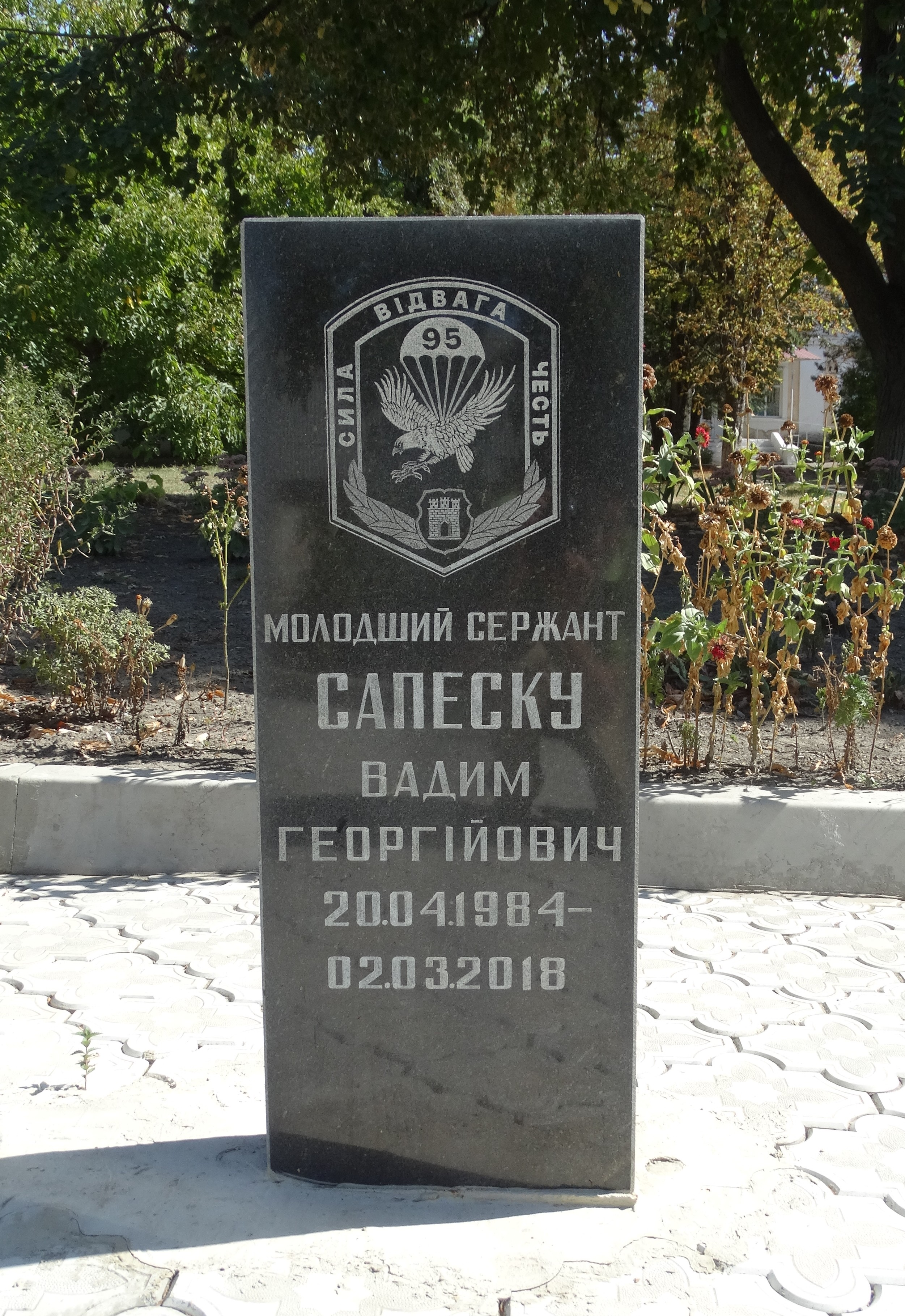
Пам'ятник Вадиму Сапеску у райцентрі Окни

- указом Президента України № 189/2018 від 27 червня 2018 року «за особисту мужність і самовіддані дії, виявлені у захисті державного суверенітету та територіальної цілісності України, зразкового виконання військового обов'язку» — нагороджений орденом «За мужність» III ступеня[1]
- медаллю УПЦ КП за жертовність та любов до України[2]
- У районному центрі Окни встановлено меморіал загиблим у російсько-українській війні землякам Вадиму Сапеску, Миколі Антипову та Надії Морозовій[2]
- Його портрет розміщений на меморіалі «Стіна пам'яті полеглих за Україну» у Києві: секція 10, ряд 7, місце 19